# Grez-Neuville
Grez-Neuville è un comune francese di 1 529 abitanti situato nel dipartimento del Maine e Loira nella regione dei Paesi della Loira.
Il comune è da sempre formato dall'unione di due centri abitati, Grez e Neuville, separati dal fiume Mayenne.

## Società

### Evoluzione demografica
Abitanti censiti